# Terra di Oates
La Terra di Oates è una regione dell'Antartide orientale. In particolare, la Terra di Oates, rivendicata dall'Australia come parte del Territorio Australiano Antartico, si estende tra capo Hudson (68°20′S 153°45′E) all'estremità della penisola di Mawson, a ovest, e la longitudine di 160° E, confinando quindi a ovest con la Terra di Giorgio V e a est con la Dipendenza di Ross. La Terra di Oates si sovrappone anche alla parte occidentale del territorio conosciuto come Terra della Regina Vittoria, il quale si estende dal mare di Ross fino all'inizio dell'Altopiano Antartico e non ha quindi dei confini ben precisi. La Terra di Oates ha una forma a cuneo e dalla sua costa, costituita dalla parte occidentale della costa di Oates, si estende fino al Polo Sud geografico, al contrario della suddetta Terra della Regina Vittoria che invece ha il suo confine meridionale nella latitudine della scogliera Minna. Nonostante in base al Trattato Antartico tali rivendicazioni non abbiano alcun significato ufficiale, tali confini vengono ancora indicati per un fatto puramente pratico.

## Storia
La regione orientale della costa di Oates che, come detto, è parte della Dipendenza di Ross, fu scoperta nel febbraio 1911 dal tenente della marina militare britannica Harry Pennell, comandante della Terra Nova, la nave della spedizione Terra Nova, 1910-13. Egli la battezzò con il suo attuale nome in onore del capitano Lawrence E.G. Oates che, assieme al capitano Robert Falcon Scott e ad altri tre compagni della stessa spedizione, morì nel viaggio di ritorno dal Polo Sud nel 1912. La morte del capitano Oates fu descritta da Scott come "l'atto di un impavido gentiluomo inglese". La regione occidentale della costa, quella appartenente alla Terra di Oates, nelle vicinanze della  penisola di Mawson fu invece mappata grazie a fotografie aeree scattate dalla marina militare statunitense durante l'operazione Highjump, 1946-47.